# Pac’s Life
Pac's Life је постхумни албум покојне реп иконе Тупак Шакура, објављен 21. новембра 2006. Објављен је на десету годишњицу смрти покојног песника, активисте, глумца и хип хоп иконе. 
Бројни уметници су се нашли на овом албуму као што су Ашанти, Снуп Дог, Лудакрис, Ди Аутлоз и Биг Сајк. Једина песма која је остала у оригиналном облику је Soon As I Get Home.
У првој седмици албум је продат у преко 159,000 копија.

## Списак песама
1. 4:16
2. 3:38
3. 4:28
4. 4:33
5. 3:37
6. 4:10
7. 4:01
8. 3:36
9. 3:40
10. 4:54
11. 5:25
12. 3:39
13. 4:25
14. 5:42
15. 3:28